# Oasis (Nowy Meksyk)
Oasis – jednostka osadnicza w Stanach Zjednoczonych, w stanie Nowy Meksyk, w hrabstwie Sierra.